# Manfredo de Bourbon, Duque de Hernani
Manfredo de Bourbon e Bernaldo de Quirós (Argel, 3 de fevereiro de 1889 – Madrid, 6 de janeiro de 1979) foi um aristocrata e político espanhol, que detinha o título de Duque de Hernani. Ele foi o último membro agnático da Casa de Bourbon-Bragança.

## Biografia
Nascido em 1889 em Argel, era filho de Luís de Bourbon, Duque de Ánsola, e Ana Germana Bernaldo de Quirós, Marquesa de Atarfe, embora haviam rumores que seu pai era na verdade Manuel Méndez de Vigo y Méndez de Vigo, segundo marido de Ana Germana. Manfredo obteve um assento como deputado nas Cortes nas eleições de 1920 para o distrito de Gipuzkoa, em Bergara, como um "monarquista independente" e, mais tarde, foi representante nas Cortes franquistas. Ele possuía uma notável coleção de arte.
Como o duque não teve filhos, após sua morte em 1979, seus bens artísticos e o Ducado de Hernani retornaram à família real espanhola, em um processo envolto em suspeitas de falsificação e irregularidades. Um ramo da família do duque reivindicou o ducado e a herança para si e acusou a família real de "roubo, fraude e falsificação de bens do Patrimônio Histórico". O Supremo Tribunal de Espanha decidiu a favor da família real e a irmã do rei Juan Carlos, a infanta Margarida, foi intitulada a nova Duquesa de Hernani.